# Яворниця (Сілезьке воєводство)
Яворниця (пол. Jawornica, нім. Jawornitz) — село в Польщі, у гміні Кохановиці Люблінецького повіту Сілезького воєводства.
Населення — 537 осіб (2011).
У 1975-1998 роках село належало до Ченстоховського воєводства.

## Демографія
Демографічна структура станом на 31 березня 2011 року:
|          | Загалом | Допрацездатний вік | Працездатний вік | Постпрацездатний вік |
| -------- | ------- | ------------------ | ---------------- | -------------------- |
| Чоловіки | 242     | 35                 | 184              | 23                   |
| Жінки    | 295     | 53                 | 182              | 60                   |
| Разом    | 537     | 88                 | 366              | 83                   |